# Реглинг
Реглинг (њем. Rögling) општина је у њемачкој савезној држави Баварска. Једно је од 43 општинска средишта округа Донау-Рис. Према процјени из 2010. у општини је живјело 650 становника. Посједује регионалну шифру (AGS) 9779206.

## Географски и демографски подаци
Реглинг се налази у савезној држави Баварска у округу Донау-Рис. Општина се налази на надморској висини од 530 метара. Површина општине износи 10,7 km². У самом мјесту је, према процјени из 2010. године, живјело 650 становника. Просјечна густина становништва износи 61 становника/km².